# 哈里·K·達格利恩
哈盧杜恩·克利科爾·「哈里」·達格利恩（Haroutune Krikor "Harry" Daghlian Jr.，1921年5月4日—1945年9月15日），美国物理学家，在属于曼哈顿计划一部分的新墨西哥州的洛斯阿拉莫斯国家实验室进行的一次临界质量实验中遭受了意外的辐射，导致他在25天之后死亡。

## 臨界事故
1945年8月21日，達格利恩在進行臨界質量測試時，意外地掉下一塊小碳化鎢鏄，落在重6.2千克的δ相鈽製炸彈核心上，該塊鈽金屬立刻發出了強烈的能量，24歲的達格利恩受到510雷姆（5.1西弗）的中子輻射照射。該塊鈽金屬後來被稱作惡魔核心。